# Marienkapelle Hohenberneck
Die Ruine der Marienkapelle ist die ehemalige Burgkapelle der Burg Hohenberneck. Sie liegt auf dem Schlossberg von Bad Berneck im Fichtelgebirge zwischen dem Alten Schloss und der Burgruine Hohenberneck und ist frei zugänglich.
Die Wehrkirche „nimmt aufgrund ihrer beherrschenden Lage, eigenwilligen Baugestalt und voll ausgeprägten Wehrhaftigkeit eine Sonderstellung unter den bayerischen Wehrkirchen ein und ist deshalb aus castellologischer, architektonischer und kunsthistorischer Sicht als wahres Kleinod zu bewerten“.

## Geschichte
Im Jahre 1478 wurde Veit von Wallenrode mit dem Burgstall der ehemaligen Walpotenburg als markgräfliches Lehen belehnt. Bereits 1480 wurde mit dem Bau der Marienkapelle begonnen, spätestens nach fünf Jahren war sie fertiggestellt. Die dazugehörende Burg befand sich damals noch im Rohbau. Im Landbuch des Amtes Berneck wurde schon 1536 ein schadhaftes Dach erwähnt, dieser Schaden wurde in der Folge jedoch behoben, wie die nachfolgenden Belehnungen belegen. Magister Johann Will bezeichnete 1692 die Burg Hohenberneck als ödes, also unbewohntes Schloss. Vermutlich verfiel seit etwa dieser Zeit die Burgkapelle wie auch die Burg. Die letzte Belehnung erledigte sich 1739 mit dem Tod von Karl Friedrich von Wallenrode, dem letzten Lehnsnehmer.

## Baubestand

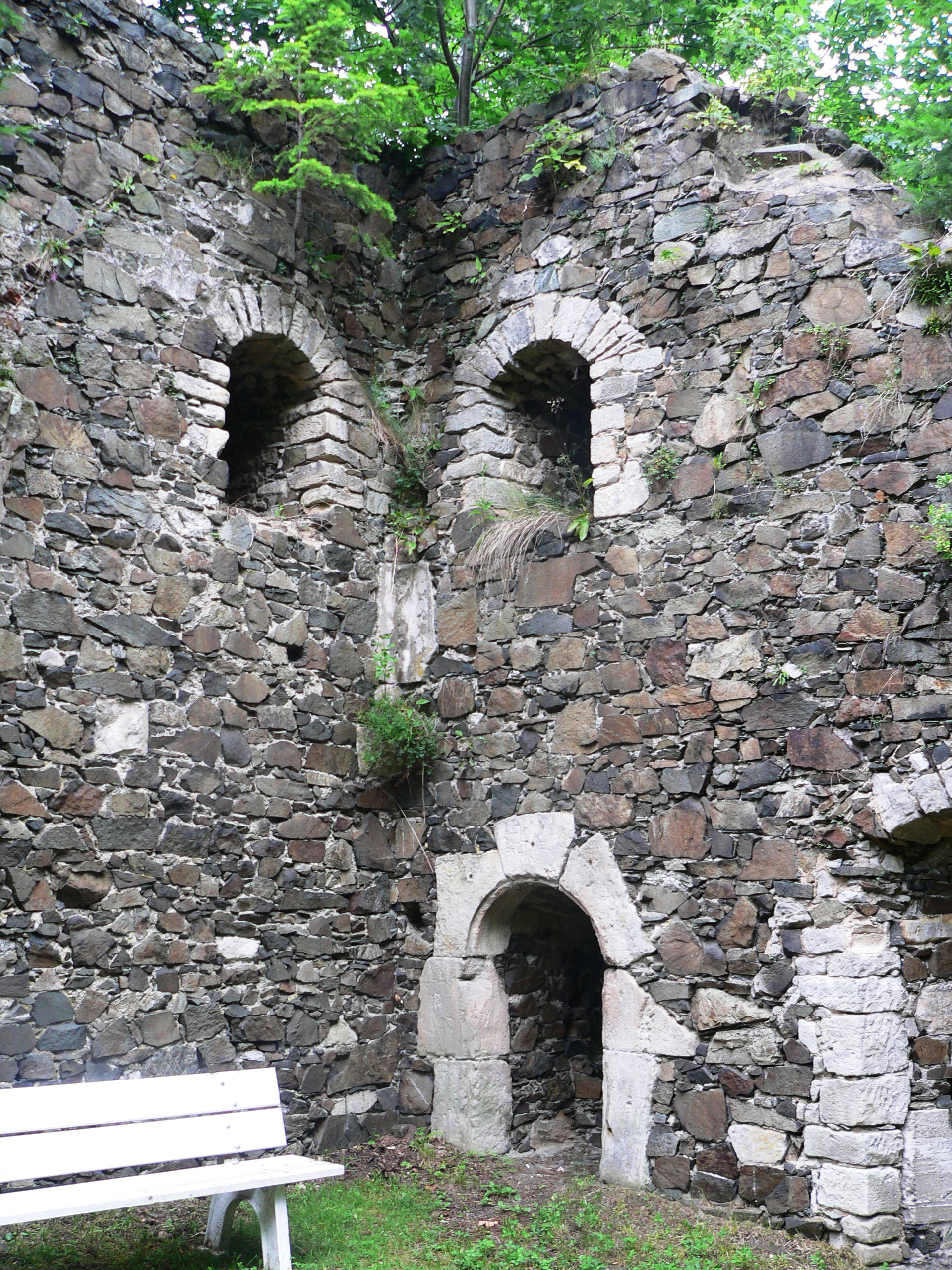
Blick in das Innere der Kapelle

Die Kapelle wurde aus anstehendem Diabas-Bruchstein sowie Sandstein erbaut. Der spätgotische Stil der Burgkapelle zeigt sich am deutlichsten im sich überkreuzenden Stabwerk des Kapelleneingangs. Oberhalb des Eingangs erkennt man noch Postament und Baldachin, dort stand einst eine als wundertätig geltende Marienstatue. Die Bauinschrift in gotischen Minuskeln auf der linken Seite des Eingangs belegt als Bauherrn Veit von Wallenrode: „Da man zählt nach Christi Geburt 1480 Jahre am St. Jürge-Abend (= 22. April) durch Veit von Wallenrode ist der erste Stein an dieser Kapelle gelegt“.
Dem Eingang gegenüber befindet sich der nach Osten gerichtete Chor in Form eines halben Achtecks. Im Hauptraum befand sich zu beiden Seiten des Chorbogens jeweils ein Nebenaltar.
Die Ansätze des Kreuzgewölbes über Chor und Schiff sind noch deutlich zu erkennen. Eine Empore oberhalb des Eingangs ist anhand der noch vorhandenen Kragsteine lokalisierbar. Zwei gotische Fenster mit einfachem Maßwerk erhellten das Innere. Die Löcher im Mauerwerk (Gerüstlöcher) dienten der Aufnahme von Balken, auf die die Gerüstbretter beim Bau gelegt wurden.
Links vom Chor gelangt man in die ehemalige Sakristei. Von dieser führte ein direkter Zugang zum daneben gelegenen „umplankten Pfaffenhaus“, also zu einer Predigerwohnung, die ebenfalls zum Lehensbesitz gehörte. Vom Pfaffenhaus sind keine Reste vorhanden.
Neben der eigentlichen kirchlichen Funktion diente die Kapelle auch der Verteidigung, denn direkt unterhalb der Kapelle führte die alte Reichsstraße Via Imperii vorbei. Diese Straße konnte über Schießscharten (Maulscharten) im Erdgeschoss und im oberen Stock, die über die Empore zugänglich waren, gesichert werden. Die Riegelbalkenlöcher beim Kapelleneingang zeigen, dass die Balken für die Verriegelung des Tores in der Mauerdicke aufbewahrt wurden.

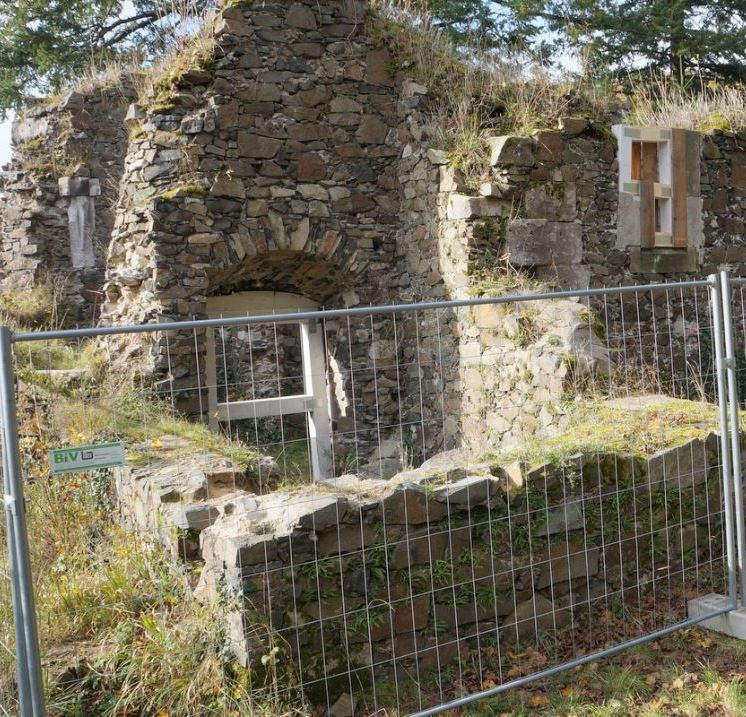
Ansicht der provisorisch gesicherten Marienkapelle 2022

## Sanierung
Die Wehrkirche ist derzeit (2022) stark gefährdet. Einzelne Bauteile sind notdürftig gesichert. Nach der Sanierung der Burgruine Hohenberneck ist die Sanierung der Kapelle geplant.